# Abatiment
|  | Per a altres significats, vegeu «depressió clínica». |

Figura 1. Gràfica que mostra l'abatiment

L'abatiment és el desviament d'una embarcació respecte al rumb intentat i que ve motivat per l'acció del vent. Cal tenir-lo en compte en la navegació per estima. En navegació marítima és el moviment de desviament del rumb d'un vaixell a causa del vent, terme que es diferencia del de deriva (canvi de rumb a causa de l'efecte del corrent), i que pot expressar-se com distància, velocitat o diferència angular entre el rumb veritable de la proa (RVP) i el rumb veritable (Rv) o derrota real sobre el fons.
En termes pràctics, és la correcció al rumb que s'ha de fer per compensar l'efecte combinat de vent i corrent. Es mesura amb origen a la direcció de la crugia en sentit semicircular és a dir a estribord o babord.
En altres paraules més simples, el càlcul de l'abatiment serà positiu si el vaixell abat a estribord i negatiu si el vaixell abat a babord.

## Fórmules
{\displaystyle Rv=RVP+a\,}
{\displaystyle RVP=Rv-a\,}

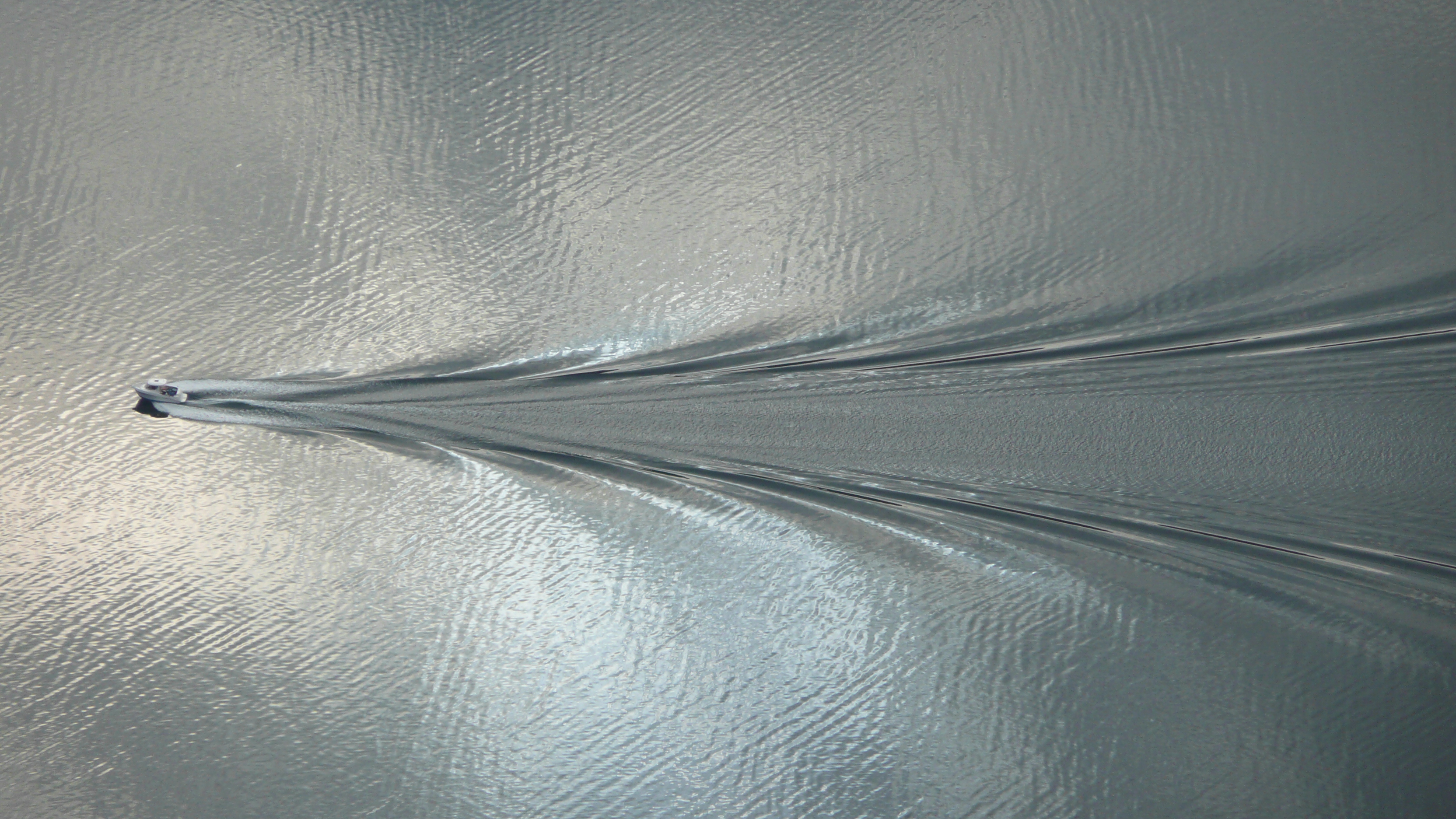
Figura 2. Deixant d’un vaxell.

L'abatiment serà positiu si l'efecte de vent i corrent provenen de babord, i negatiu en cas contrari (vegeu el gràfic). A l'estat espanyol i a efectes d'examen la fórmula s'exposa de la següent manera:
{\displaystyle Rs=Rv(+/-Ab)\,}
On:
Rs = rumb de superfície
Rv = rumb veritable
Ab = Abatiment

### Exemple

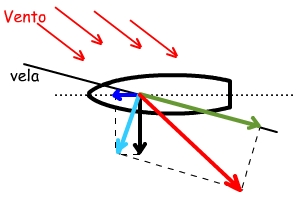
Figura 3. Bolina: la fletxa blau cel indica l'empenyiment generat pel buit en el costat de sotavent de la vela, que es pot descompondre en dos vectors, un de negre, que es cancel·la amb una força igual i de sentit contrari generada per la quilla sota l'aigua, i un altre de blau marí, que és la força resultant o empenyiment que fa avançar el vaixell.

Suposem que s'intenta seguir un Rv o sobre el fons de 020 º i s'estima que, per efectes de vent i corrent provinents del nostre costat de babord, es pateix un abatiment a estribord de 4t. Llavors haurà governar a un RVP de 016 º.
En xifres
{\displaystyle 016=020-(+4)}
A efectes d'exercicis de carta, en els exercicis de Patró d'Embarcacions d'Esbarjo o patró de iot, no haurem de tenir en compte el corrent, ja que el seu càlcul és diferent de l'abatiment. Quan un problema combina deriva (efecte del corrent) i abatiment (vent), haurem de realitzar prèviament el triangle de corrents que ens donarà el Rumb Efectiu (Re) i el Rumb de Superfície (Rs), coneixent el Rumb del Corrent (Rc), el seu Intensitat horària (IHC) i almenys la Velocitat del Vaixell (Vb) o la Velocitat efectiva (Ve) o, si no la HRB de sortida i arribada (Hora Rellotge Bloc)

## Causa

### Efecte aerodinàmic
Perquè una ala produeixi sustentació, ha d'estar orientada amb un angle d'atac adequat. Quan això passa, l'ala desvia el flux d'aire cap avall mentre passa per l'ala. Com que l'ala exerceix una força sobre l'aire per canviar la seva direcció, l'aire també ha d'exercir una força igual i oposada sobre l'ala.

### Efecte hidrodinàmic
L’obra viva d’un vaixell es comporta com l’ala d’un avió. L’angle d’atac coincideix amb l’abatiment.

Flux entorn d'un perfil d'ala
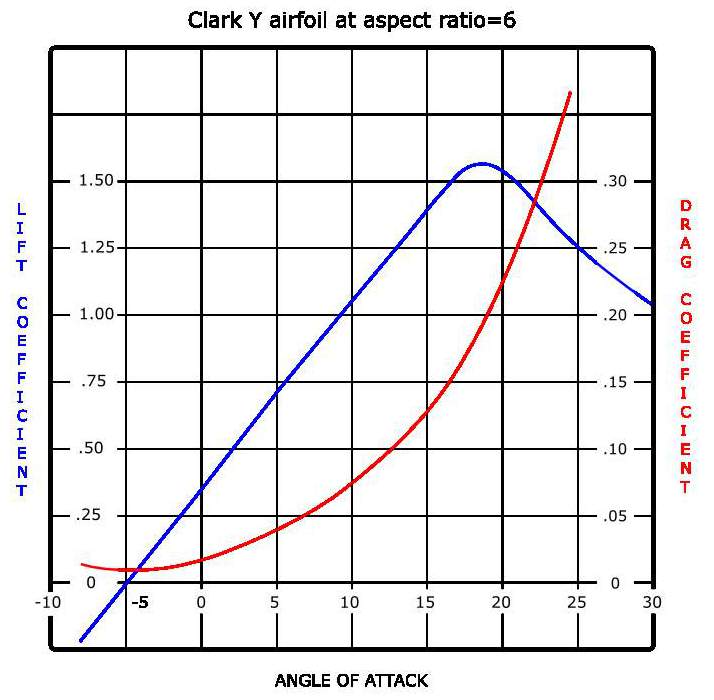
En blau: Corba típica que mostra el coeficient de sustentació  d'una secció en funció de l'angle d'atac d'un perfil d'ala determinat. En vermell: Corba típica que mostra el coeficient d'arrossegament  de la secció anterior en funció de l'angle d'atac (a partir de dades experimentals)
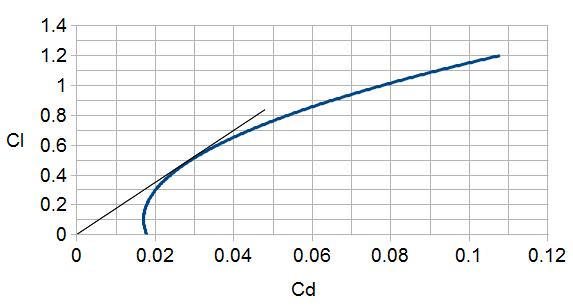
Corba polar d'arrossegament per a un perfil d'ala determinat. La tangent determina el punt L/D màxim. L=força de sustentació; D=força d'arrossegament

## Documents
Hi ha referències diverses que ofereixen exemples sobre el tema.
- 1787. Mesurar l'abatiment observant l'angle del deixant amb una alidada de pínules.

| «                                                | El abatimiento puede medirse por qualquier instrumento circular , como la aguja &c. ; pero , para no equivocarse en el radio que se suponga paralelo á la quilla , convendrá colocar en el medio del espejo de popa un semicírculo , ó en las portas de babor y estribor dos quartos de círculo, con uno de sus radios extremos paralelo á aquella direccion , y una alidada con pínulas , para disponerla segun la de la estela . | » |
| — Tratado de navegacion. José de Mendoza y Ríos. | |   |

- 1865. "Abatimento" en portuguès. Angle del deixant ("esteira") amb la quilla.

| «                                                                       | Em geral, o abatimento, que é medido pelo angulo de desvio que o navio faz da sua direcção apparente, diz- se ser o angulo que a quilha faz com a esteira ; porém, não ha meio certo de medir este angulo, e ainda que se diga que pode ser medido por uma agulha de marcar, ou mesmo por um semicirculo graduado , a pratica mostra que tal não pode ter logar, nem mesmo por approximação . O que é certo é que diversos navios em circumstancias identicas, tem differentes abatimentos, não nos deixando assim formar relações ; porém cada navio tem abatimentos relativos ás differentes circumstancias de mar, vento e panno; e por conseguinte a pratica do navio nos dirá qual o abatimento relativo a uma dada circumstancia . | » |
| — Guia nautica; ou, Tratado pratico de navegação. João Peregrino Leitão | |   |

- 1873. Indicadors fixats a popa per a estimar l'abatiment.

| «                                | Para estimar el abatimiento hay generalmente encastrados á popa sobre la regala dos cuartos de círculo de cobre divididos en 90° , el radio O debe corresponder á la direccion de la quilla ; así , dirigiendo una visual por uno de los centros en la direccion de la estela , se verá sobre la circunferencia el número de grados correspondiente y este será el valor del abatimiento . | » |
| — Manual del navegante. A.Terry. | |   |

- 2006. L'abatiment s'anomena "scarroccio" en italià.[12]

## En geometria
Es diu abatiment en geometria, al procés mitjançant el qual, donats dos plans que es tallen, es fa girar un d'ells al voltant de la recta d'intersecció de tots dos, fins a aconseguir que tots dos plans coincideixin. D'aquesta manera, s'aconsegueix que les projeccions realitzades sobre aquests plànols siguin coplanàries, es podran aplicar a continuació sobre elles construccions de geometria plana.
L'abatiment també s'utilitza en dibuix tècnic per als diferents tipus de vista, girar un objecte en grau et dona diferents ángulos de vista, a això se'n diu abatre (girar).